# Provincia de Bujará
Bujará (en uzbeko: Бухоро вилояти, Buxoro viloyati) es una de las doce provincias que, junto con la república autónoma Karakalpakia y la ciudad capital Taskent, conforman la República de Uzbekistán. Su capital es la homónima Bujará. Está ubicada en el suroeste del país, limitando al norte con Navoi, al sureste con Kashkadar, al suroeste con Turkmenistán y al noroeste con Karakalpakia. Con 39 400 km² es la tercera entidad más extensa —por detrás de Karakalpakia y Navoi— y con 35 hab/km², la tercera menos densamente poblada, por delante de Karakalpakia y Navoi, la menos densamente poblada. 

## Geografía
La provincia de Bujará cubre una superficie de 39.400 km², y se halla situada al suroeste de Uzbekistán. Hace frontera con Turkmenistán al suroeste, así como con la provincia de Navoi al este, Jizzakh al sureste, Corasmia al noroeste en apenas un corto tramo, y la República de Karakalpakia al noroeste. El desierto de Kyzyl Kum abarca gran parte de su territorio. 
El territorio de la provincia es rico en depósitos de gas natural y petróleo. De su suelo se extrae además grafito, mármol, granito, yeso, azufre, cal, así como otros materiales usados para la manufactura de materiales de construcción.

## Demografía
La población de la provincia de Bujará es de 1.534.900 habitantes, de los cuales 68% vive en áreas rurales, y 32% en áreas urbanas. En la provincia conviven uzbekos y tayikos, siendo estos últimos mayoría en la población. La convivencia de ambos grupos étnicos en la provincia ha sido pacífica, en contraste con el Valle de Fergana, en donde se han registrado conflictos étnicos y sociales. Las comunidades, que suelen ser en su mayoría mixtas, saben ser bilingües, se habla tanto el persa como el uzbeko, e incluse es fenómeno común el mestizaje. Ambos grupos exhiben una cultura en común y una organización económica similar. Es común la expresión en la provincia de "un pueblo con dos idiomas".

## Economía
La industria energética es de fundamental importancia en la economía de la provincia. Existen importantes depósitos petrolíferos como los de Kandim, Okkum y Parsonkul, de los cuales se calcula 10 millones de toneladas de reservas de petróleo y 220 mil millones de metros cúbicos de gas natural.
Otra industria importante es la textil, la cual gira en base al algodón y la seda. También la provincia se caracteriza por la producción de artesanías tradicionales uzbekas, de las cuales destacan los cerámicos y el bordado con oro.
La producción agrícola se basa en el algodón y el trigo, mientras que la ganadería se centra en el ganado ovino de Astracán y en la crianza del gusano de seda.

## Divisiones administrativas
La región de Bujará consta de 11 distritos (enumerados a continuación) y dos ciudades a nivel de distrito: Bujará y Kogon.
La ciudad de Bujará incluye el municipio de Bujará propiamente dicho, así como dos comunidades rurales (Otbozor y Shirbuddin).
| Clave | Nombre del distrito     | Capital del distrito |
| ----- | ----------------------- | -------------------- |
| 1     | Distrito de Alat        | Alat                 |
| 2     | Distrito de Bujará      | Galaosiye            |
| 3     | Distrito de Gijduvon    | Gijduvon             |
| 4     | Distrito de Jondor      | Jondor               |
| 5     | Distrito de Kogon       | Kogon                |
| 6     | Distrito de Qorakoʻl    | Qorakoʻl             |
| 7     | Distrito de Karaulbazar | Karaulbazar          |
| 8     | Distrito de Peshku      | Yangibozor           |
| 9     | Distrito de Romitan     | Romitan              |
| 10    | Distrito de Shafirkan   | Shafirkan            |
| 11    | Distrito de Vobkent     | Vobkent              |

Hay 11 ciudades (Bujará, Kogon, Alat, Galaosiyo, Vobkent, Gijduvon, Qorakoʻl, Karaulbazar, Romitan, Gazli y Shafirkan) y 68 asentamientos de tipo urbano en la región de Bujará.